# Ocrepeira covillei
Ocrepeira covillei är en spindelart som beskrevs av Claude Lévi 1993. Ocrepeira covillei ingår i släktet Ocrepeira och familjen hjulspindlar. Inga underarter finns listade i Catalogue of Life.